# Macrambyx suturalis
Macrambyx suturalis (лат.) — вид жуков-усачей из подсемейства собственно усачей. Распространён в Бразилии в штатах Амазонас, Пара и Мату-Гросу, во Французской Гвиане и на востоке Эквадора. Длина тела около 65 мм.